# NKX2-2
NKX2-2‏ (NK2 homeobox 2) هوَ بروتين يُشَفر بواسطة جين NKX2-2 في الإنسان.